# Municipalità regionale della contea di Bellechasse
La municipalità regionale di contea di Bellechasse è una municipalità regionale di contea del Canada, localizzata nella provincia del Québec, nella regione di Chaudière-Appalaches.
Il suo capoluogo è Saint-Lazare-de-Bellechasse.

## Suddivisioni
Municipalità
- Armagh
- Beaumont
- Honfleur
- Saint-Anselme
- Saint-Charles-de-Bellechasse
- Saint-Gervais
- Saint-Henri
- Saint-Lazare-de-Bellechasse
- Saint-Michel-de-Bellechasse
- Saint-Nérée-de-Bellechasse
- Saint-Raphaël
- Saint-Vallier
- Sainte-Claire

Parrocchie
- La Durantaye
- Notre-Dame-Auxiliatrice-de-Buckland
- Saint-Damien-de-Buckland
- Saint-Léon-de-Standon
- Saint-Malachie
- Saint-Nazaire-de-Dorchester
- Saint-Philémon